# یک مائوری و یک پاکه‌ها (مرد سفیدپوست) در حال معامله یک چنگاره

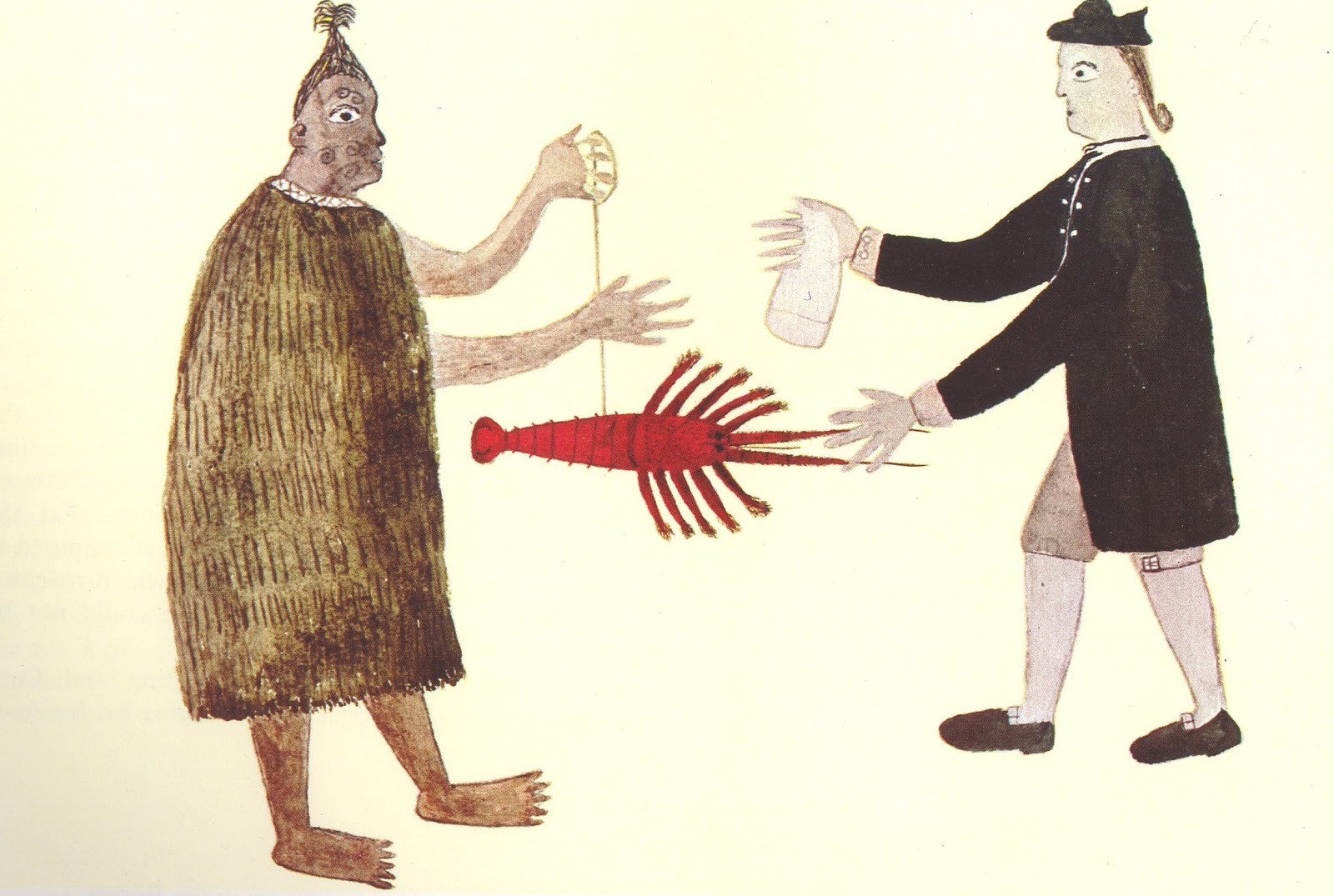
یک مائوری و یک پاکه‌ها (مرد سفیدپوست) در حال معامله یک چنگاره، نقاشی از توپایا، در حدود سال ۱۷۶۹

یک مائوری و یک پاکه‌ها (مرد سفیدپوست) در حال معامله یک چنگاره (به انگلیسی: A Māori and Pākehā man trading a crayfish)، نقاشی با آبرنگ و مداد در حدود ۱۷۶۹ توسط توپایا. این نقاشی یک مرد ناشناس مائوری و سر جوزف بنکس را به تصویر می‌کشد که یک چنگاره را با تکه ای از پارچه معامله می‌کنند
این نقاشی الهام بخش هنرمند نیوزلندی میشل تافری در آثار وی نگاره توپایا، کوک و بنکس(به انگلیسی: Tupaia's chart Cook and Banks) / جعبه نقاشی توپایا و پارکینسون (به انگلیسی: Tupaia's and Parkinson's paintbox)، می‌باشد.